# Monastero di Sant Pere de Rodes
Il monastero di Sant Pere de Rodes si trova nel comune di Port de la Selva, nella comarca (distretto) dell'Alt Empordà, in provincia di Girona, nella comunità autonoma di Catalogna, in Spagna.
Fu costruito dai monaci benedettini sul versante della montagna di Sant Salvador Saverdera al di sotto del castello di Verdera, con una vista eccezionale sulla baia di Llançà, al nord di Cap de Creus. Vicino al monastero si trovano le rovine del paese medievale di Santa Creu de Rodes, del quale non rimane che la chiesa dedicata a sant'Elena.

## Storia
Di questo monastero non si conosce l'esatta origine, motivo per il quale fu oggetto di leggende e speculazioni nel passato, quali la sua fondazione da parte di monaci che erano sbarcati qui con reliquie di san Pietro e altri santi per sfuggire alle orde barbariche che avevano colpito Roma, e che sarebbero poi stati autorizzati da papa Bonifacio IV alla costruzione del monastero.
Storicamente la prima testimonianza dell'esistenza di un luogo di culto risale all'878 e si trattava di una piccola cella monastica consacrata a san Pietro. A partire dal 945 viene considerato un monastero a tutti gli effetti, indipendente e retto da un abate, crescendo d'importanza anche perché nel frattempo era diventato un centro di pellegrinaggio dato che vi si celebravano i giubilei con remissione dei peccati fino al secolo XVII, quando iniziò a perdere importanza e fu saccheggiato diverse volte.
Nel 1793 venne abbandonato dai monaci che si ritirarono a Figueres (capoluogo della comarca) fino allo scioglimento della comunità nel 1809.
Nel 1930 venne dichiarato monumento nazionale e nel 1935 iniziarono le prime opere di restauro finanziate dalla Generalitat de Catalunya.

## La struttura

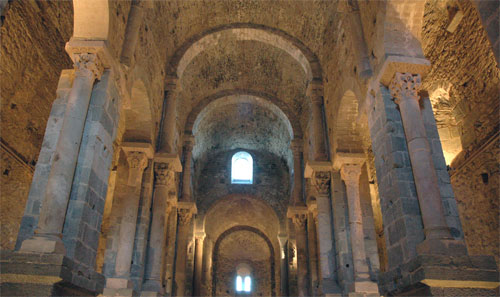
Interno della chiesa

La costruzione, data la collocazione su di un forte pendio, è costituita da più livelli e terrazze. Il chiostro, parte centrale del monastero, è del XII secolo. La chiesa, consacrata nel 1022, è di stile romanico, con pianta a forma di croce latina con tre navate a volta, delimitate da una doppia colonnata con capitelli di ordine corinzio. Le colonne sono appoggiate a uno zoccolo e lateralmente altre colonne sostengono gli archi che sostengono le navate laterali. Queste derivano da una costruzione anteriore, probabilmente dell'epoca romana. La navata centrale è di grandi dimensioni ed è dotata di un deambulatorio attorno all'abside che sembra essere la continuazione delle due navate laterali. Sotto l'abside è sita la cripta.
Nella chiesa sono sintetizzati con originalità diversi stili architettonici che mescolano correnti anteriori, come quelle del periodo carolingio, con pre-romanici e addirittura dell'epoca tardo-romana, tanto da essere considerata uno degli esempi più importanti dello stile romanico in Catalogna.
Il campanile, che sorge al lato della facciata di ponente del monastero, è a pianta quadrata con influenze dello stile lombardo del secolo anteriore. Al suo lato si erge una torre di difesa, iniziata probabilmente nel X secolo dopo un lungo processo di costruzione e riforme.

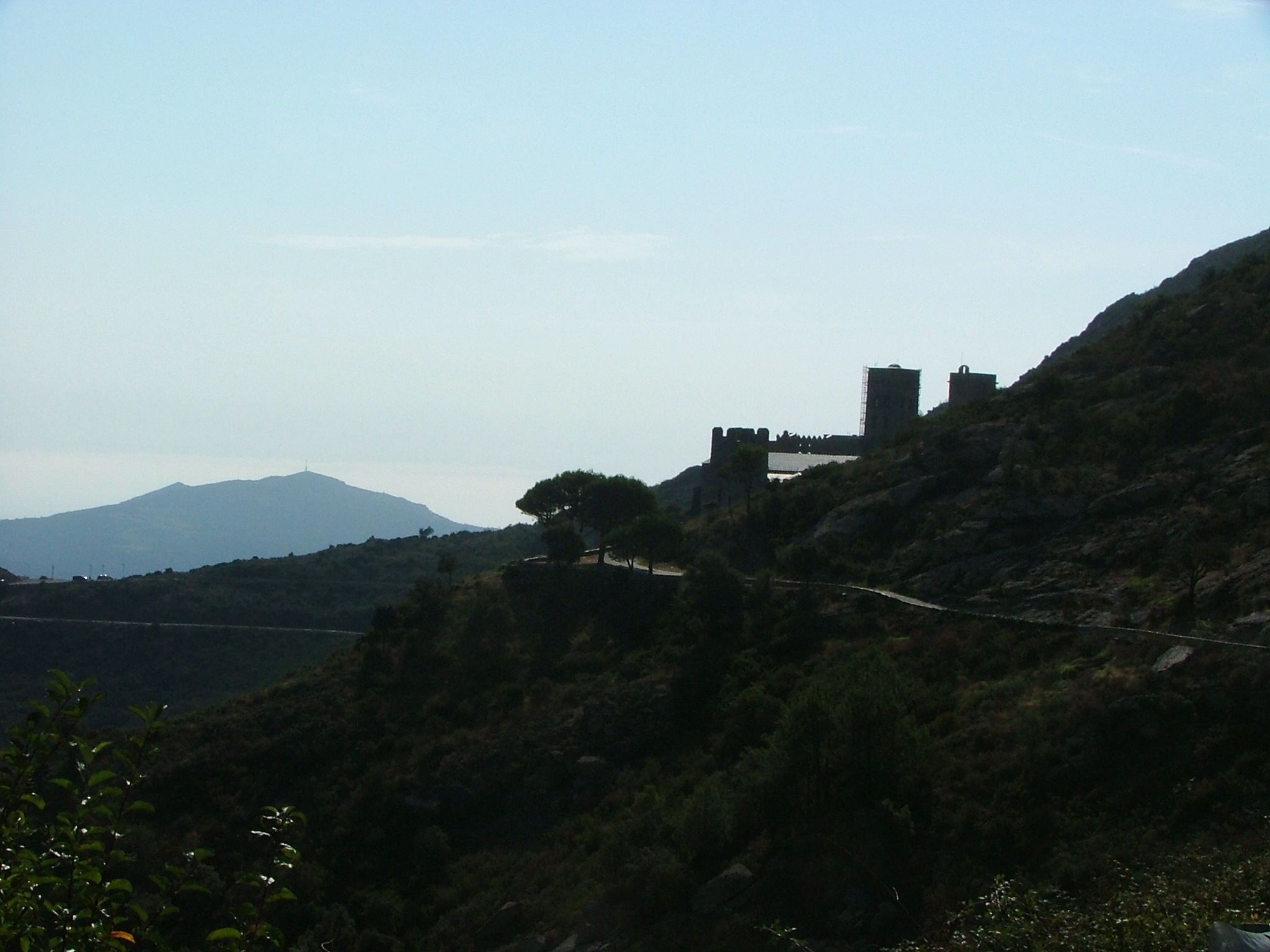
Ubicazione del monastero
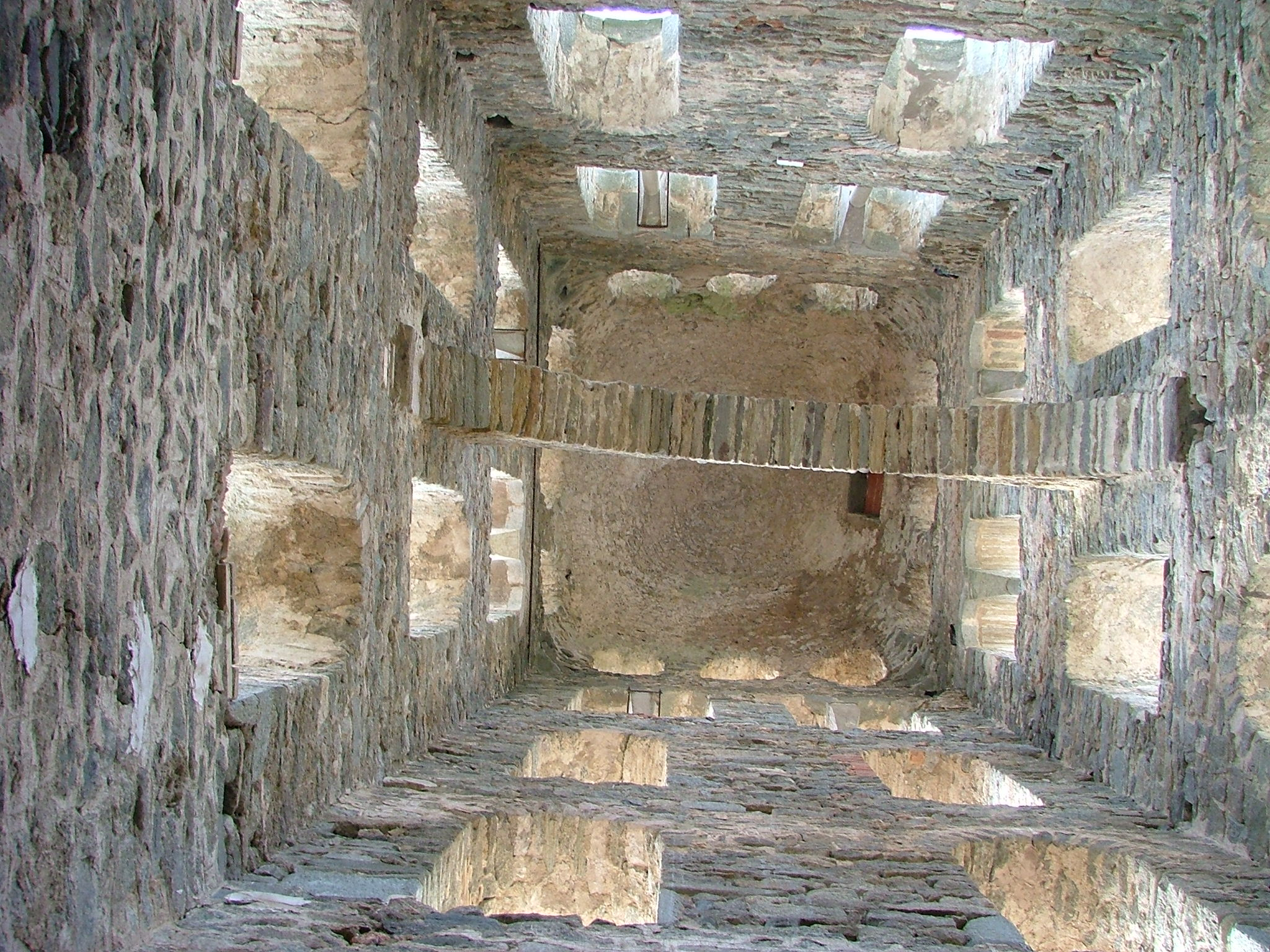
Interno del campanile
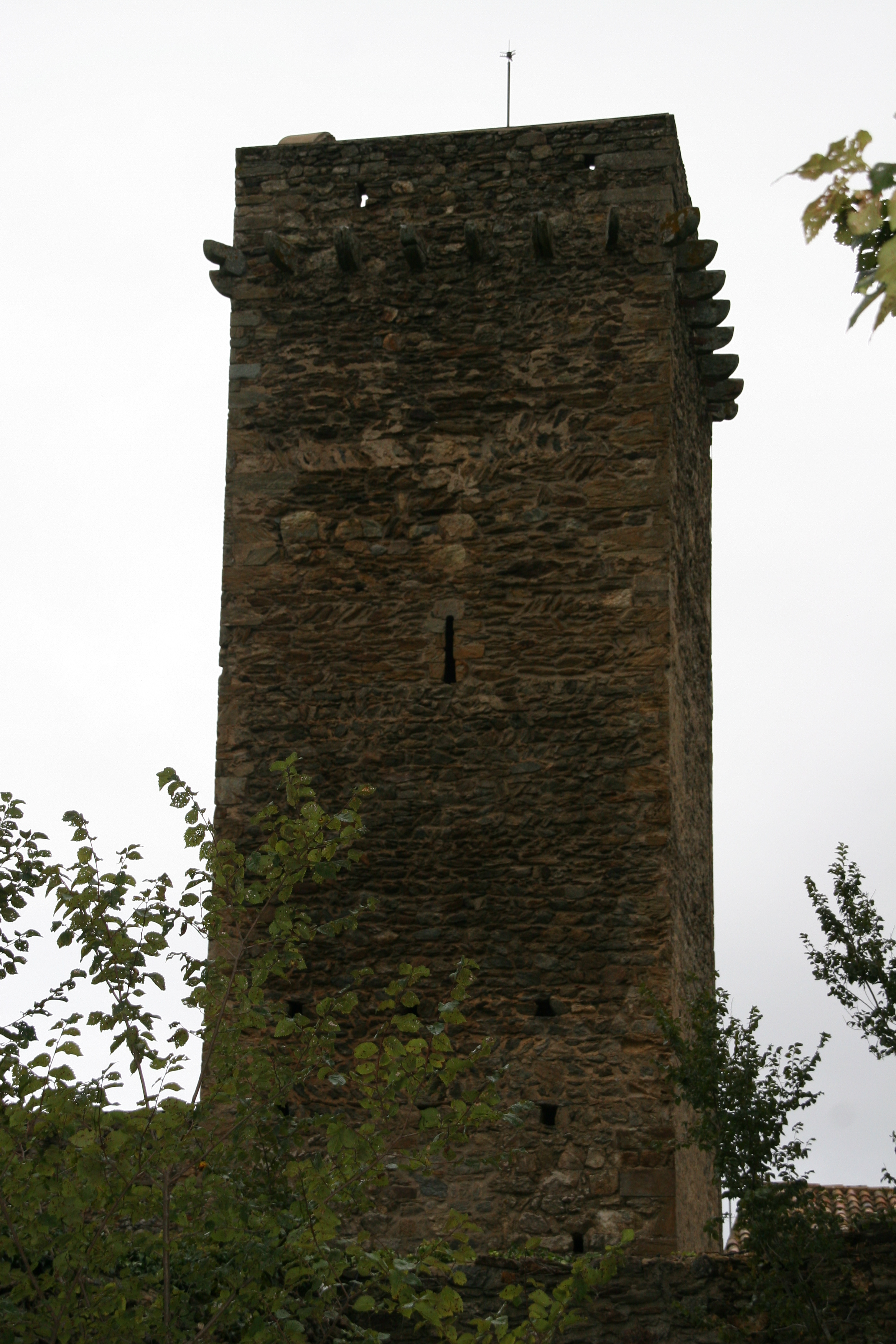
Torre di difesa
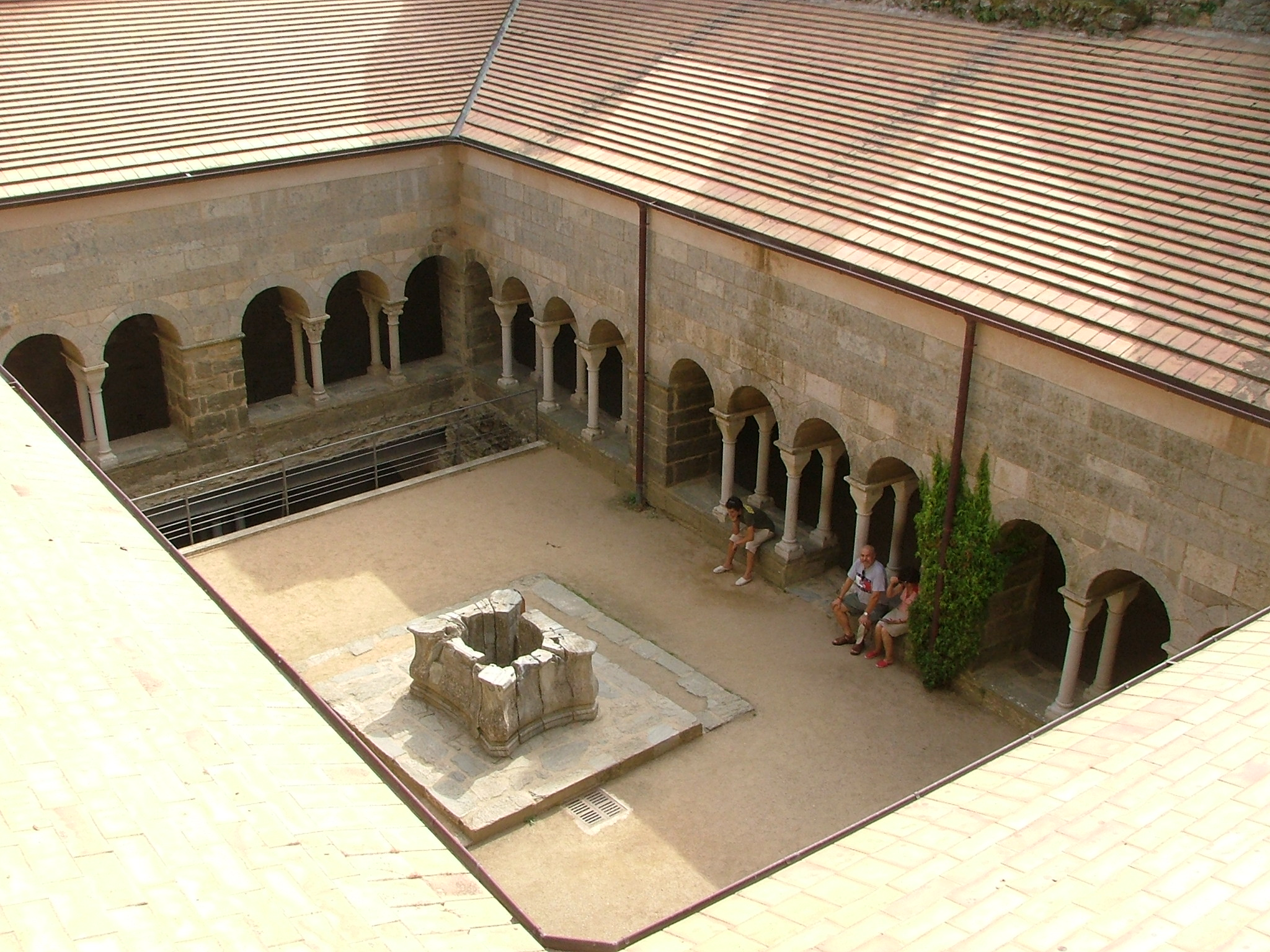
Il chiostro
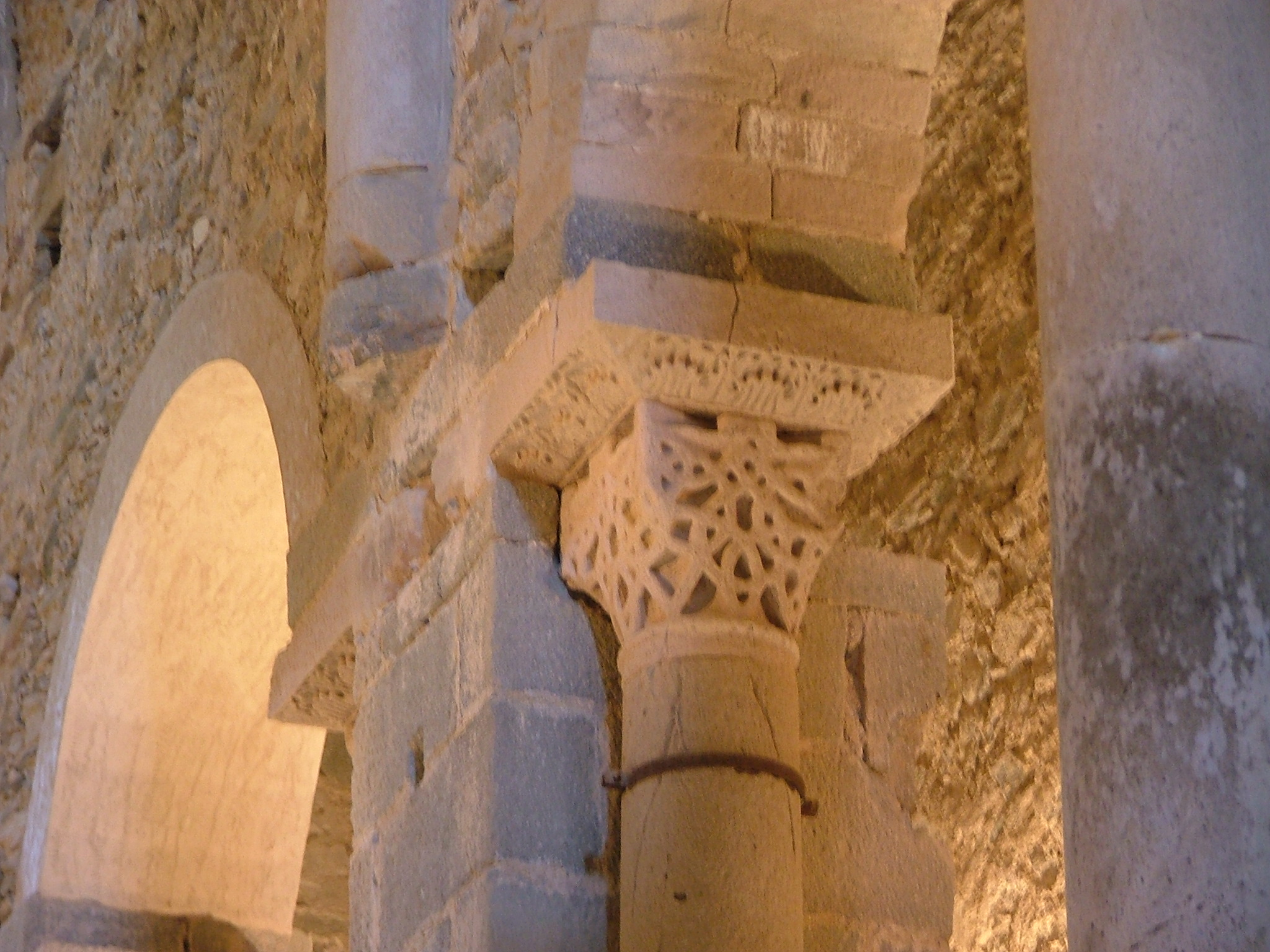
Capitello della chiesa
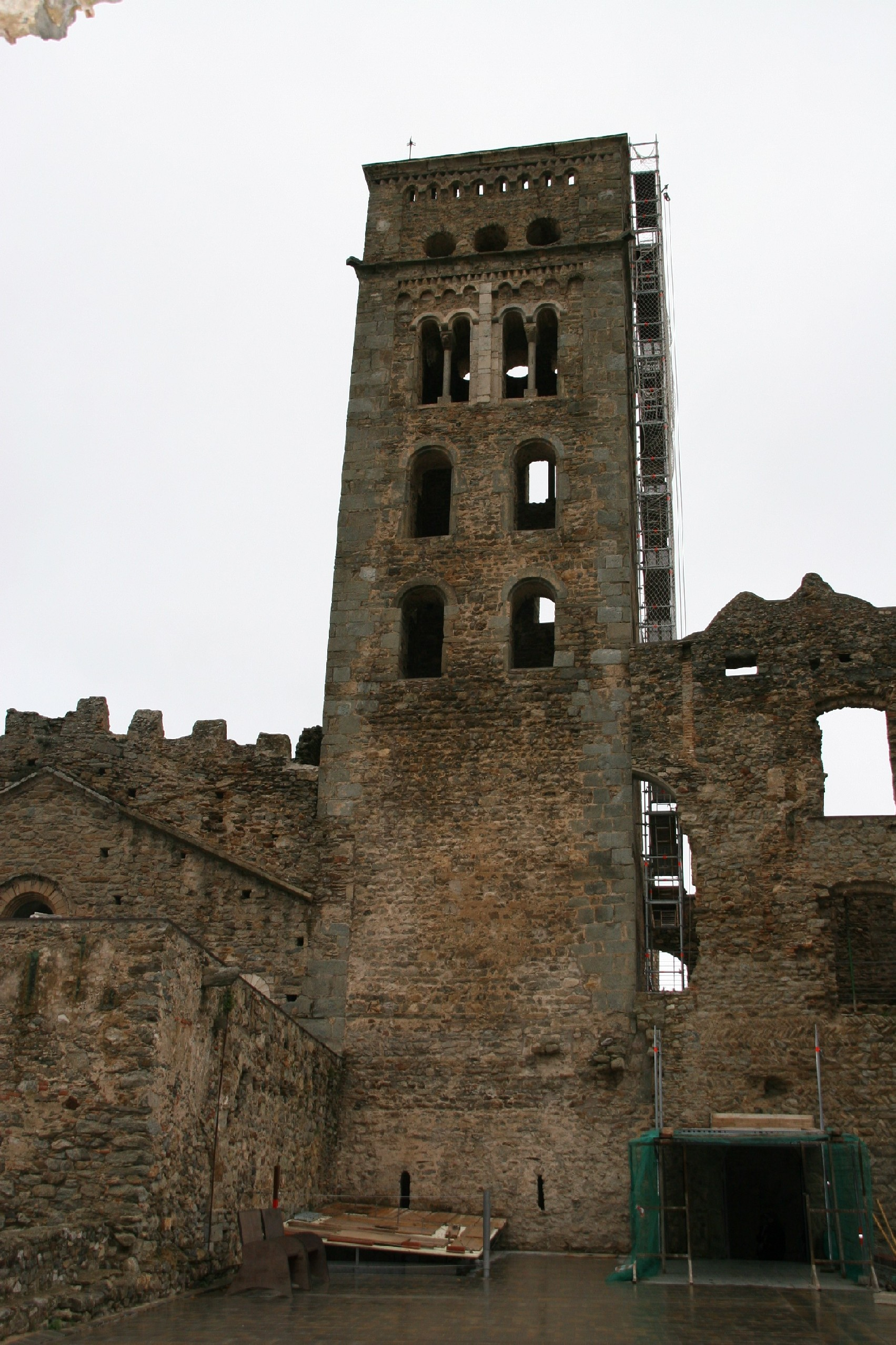
Torre campanaria